# Белнап (вулкан)
Белнап (англ. Belknap Crater) — вулкан. Располагается на территории штата Орегон, США.
Белнап — щитовой вулкан, высотой 2095 метров. Находится к северу от вулкана Три-Систерс, недалеко от перевала Маккензи (англ. McKenzie Pass) в Каскадных горах системы Кордильер. Вершина вулкана в зимний период покрыта снегом. В районе вулкана находится ещё один щитовой вулкан под названием Малый Белнап и несколько шлаковых конусов. Все они сложены базальтами и андезитами и образовались недавно, в голоценовый период. Склоны и долины вблизи Белнапа покрыты застывшими пирокластическими потоками. Объём извергнутой вулканической породы составляет площадь 100 км². Последняя активная фаза вулканической активности происходила в промежуток 3000-1500 лет назад. Наиболее длинный лавовый поток достигал расстояния 15 км на запад от главного конуса в сторону реки Маккензи (англ. McKenzie River) и образовал бесплодную узкую долину. По этой долине проходит часть одной из национальных кольцевых автодорог — шоссе Маккензи (англ. McKenzie Pass – Santiam Pass Scenic Byway) и открывается вид на вулканы Три-Систерс и Джефферсон.
Белнап и близлежащие вулканы являются одними из самых молодых вулканических образований в Каскадных горах, образовавшихся в современный период.

## Список вулканических объектов по алфавиту, окружающих вулкан Белнап
| Название     | Тип            | Высота (м.) |
| ------------ | -------------- | ----------- |
| Иннаксесибл  | Шлаковый конус | 1484        |
| Малый Белнап | Щитовой        | 1922        |
| Твин кратерс | Шлаковый конус | 1611        |
| Южный Белнап | Шлаковый конус | 1787        |